# Џон Калико Џек
Џон Џек Ракам (26. децембар 1682 - 18. новембар 1720), познатији као Калико Џек, био је пиратски капетан који је дејствовао на Бахамима и Куби за време раног 18. века.
Ракам је често спелован као Ракам или Ракум у историјским документима, а често је био називан и као Џек ракам. Његов надимак је произашао из његове памучно платнене одеће коју је носио, док је Џек надимак за "Џон".
Ракам је био активан крајем "златног доба пиратерије" (1718-1720), а која је иначе трајала од 1650. до 1730 године. Највише је памћен по дизајну његове Џоли Роџер заставе (лобања са укрштеним мачевима) која је и допринела популаризацији дизајна и због тога што је имао два женска члана посаде, Мери Рид и његову љубавницу Ен Бони.
Ракам је свргнуо Чарлса Вејна са позиције капетана на једрењаку (слупу) Рејнџер, затим је крстарио по Острвима заветрине, Јамајчанском каналу и Windward Passage. Прихватио је помиловање у неком тренутку 1719. и преселио се у Њу Провиденс, где је упознао Ен Бони, која је била удата за Џејмс Бонија у то време. Вратио се пиратерији 1720. крађом Британског слупа и тада му се Ен придружила. Њиховој новој посади прикључује се и Мери Рид, која је била маскирана у мушкарца у том тренутку. Након кратког временског периода, Ракама заробљава ловац на пирате Џонатан Барнет 1720, и бива обешен у Новембру те године у Порт Ројалу на Јамајци.

## Младост и каријера
Мало је познато о Ракамовом васпитању и одрастању, осим чињенице да је био Енглез рођен око 1682 године. Први списи о њему говоре да је био квартермастер на Рајнџер слупу Чарлса Вејна 1718, деловајући преко острва Њу Провиденс на Бахамима, која су била озлоглашена пиратска база знана како пиратска република. Вејн и његова посада су опљачкали неколико бродова изван Њујорка, а онда су се сусрели са великим Француским Мановар бродом.
Мановар брод је био дупло већи од Вејновог једрењака, те их је одмах почео гонити. Вејн је издао команду за повлачење из битке, тврдећи опрез као разлог. Џек Ракам је брзо проговорио против и оспорио одлуку, предлажући да се боре против посаде Мановара јер ће добро профитирати. Тврдио је, да би са освајањем брода имали већи брод на располагању. Од отприлике деведесет чланова посаде, само је петнаест подржало Вејна у његовој одлуци. Вејн је објавио да се капетанова одлука сматра коначном, али, упркос бројнијој подршци Ракамовом позиву за борбу, побегли су Мановару.
Октобра 1718. године Ракам се придружује Црнобрадом на забави на Окракок Острву, област Северна Каролина, са прилично великом кохортом укључујући и Чарлса Вејна.
Дана, 24. новембра 1718 године, Ракам позива на гласање у којем су људи означили Вејна као кукавицу и свргнули га са чина капетана, постављајући Калико Џека за капетана. Вејн и његових петнаест присталица су од Ракама добили други слуп из флоте, заједно са пристојном залихом муниције и добара.

## Капетан Ракам
Када је постао капетан, Ракам је направио каријеру плачкајући мале бродове и пловила близу обала. Он и његова посада су заузели Кингстон, мали јамајчански бродић и од њега направили водећи брод. Имали су неколико освајања у западним индијама, заузимајући неколико великих бродова са Бермуда.
Године 1719, Ракам је упловио у Насау на Бахамима, искористивши генерални опроштај злочина за пирате, да добије краљевско помиловање прослеђено од гувернера Вудса Роџерса. Роџерс је био послат на Бахаме да реши проблем пирата на Карибима који су почели да нападају и пљачкају британске бродове.
У Децембру је заузео трговачки брод Кингстон. Кингстон је имао богат товар, обећавајући огромну зараду за Ракама и његову посаду. На његову несрећу, Кингстон је био заузет близу видика Порт Ројала, где су бесни трговци опремили ловце на главе да крену за њим. Сустигли су га у Фебруару 1719 године, док су његов брод и Кингстон били усидрени на Острву боровине. Ракам и већина његових људи су били на обали у то време и избегли су заробљавање кријући се у шуми - али су њихов брод и богат трофеј одузети.
Капетан Чарлс Џонсон описује како је Ракам украо слуп у његовом класику из 1722. A General History of the Pyrates. Ракам и његови људи су били у граду на Куби, опремајући њихов мали слуп, када је шпански ратни брод са задатком да патролира кубанском обалом ушао у луку, заједно са малим енглеским слупом који су Шпанци освојили. Шпански ратни брод је видео пирате али их није могао сустићи због осеке, те су усидрени на улазу у луку сачекали јутро. Те ноћи, Ракам и његови људи су се одвеслали до заробљеног енглеског слупа и надјачали су шпанску стражу. У зору, шпански ратни брод је почео пуцати у Ракамов стари брод, сада празан, док су Ракам и његови људи тихо запловили са њиховом новом наградом.
Ракам и његови људи су успели да се врате у Насау, где су се појавили пред гувернером Роџерсом коме су тражили краљевско помиловање, тврдећи да их је Вејн приморао да постану пирати. Роџерс је мрзео Вејна и одлучио да им верује, дајући им помиловање и омогућио им да остану. Њихово време као поштени људи, међутим, није дуго трајало.

## Ен Бони
Док је био у луци, Ракам је започео љубавну аферу са Ен Бони, женом морнара Џејмс Бонија, који је био упошљен код гувернера Роџерса. Џејмс Бони је сазнао за њихов однос и довео је Ен код гувернера Роџерса, који је наредио да је бичују на основу оптужби за прељубу. Ракам је понудио да откупи Ен у развод куповином, али је она одбила да се прода као животиња. Пар је (са новом посадом) заједно побегао на море, поништавајући Ракамово помиловање, крадећи слуп који је припадао Џону Хаму. Пловили су Карибима два месеца, преузимајући друге пиратске бродове. Ракам је често посаде бродова које је нападао, позивао да му се придруже. Ен је затруднела и отишли су на Кубу.

## Хапшење, суђење и смрт
Септембра 1720 године, Гувернер Бахама Вудс Роџерс издао је проглас којим је Ракама и његову посаду прогласио пиратима - иако то није објављено до Октобра 1720 године. Након објављивања налога, ловац на пирате Џонатан Барнет је започео потрагу за Ракамом, који је крстарио близу Јамајке, заузимајући бројне мале рибарске бродове тероришући рибаре дуж северне обале Јамајке.
Ракам је наишао на мало пловило са посадом од девет енглеских пирата, који су се придружили Ракаму на пијанци (и обезнањивању од алкохола) на његовом броду док је био усидрен у луци Discovery Bay, Jamaica Bry Harbour Bay на Јамајци, Октобра 1720 године. Барнетов слуп је напао Ракамов брод и заробио га после битке коју су највероватније водиле Мери Рид и Ен Бони. Ракам и његова посада су доведени у Шпански град, на Јамајци, Новембра 1720 године, где им се судило и где су проглашени кривим за пиратство, осуђени на казну вешањем.
Ракам је погубљен у Порт Ројалу 18. новембра 1720 године, његово тело је онда јавно обешено на веома малом острвцету на главном улазу у Порт Ројал, данас познат као Ракамов спруд.

## Судбина Ракамове посаде
Ен Бони и Мери Рид су тврдиле да су трудне на њиховим суђењима, десет дана након Ракамовог погубљења, те им је дато привремено одлагање суђења док се њихове тврдње не докажу. Рид је умрла Априла 1721, највероватније од грознице изазваном порођајем. Не постоји историјски запис да ли је Бони ослобођена или погубљена.
Други извори пак тврде да је Мери Рид умрла у тамници, док је Ен Бони, згађена држањем Калико Џека на губилишту, окренула леђа пиратству и успела да се спасе.
Џорџ Фетерстон (мастер), Ричард Корнер квартермастер, Џон Дејвис и Џон Хаувел су погубљени заједно са Џек Ракамом у Порт Ројалу.
Патрик Карти, Томас Ерл, Џејмс Добин и Ноа Харвуд су погубљени сутрадан у Кингстону.
Дан након Ракамовог суђења, бивши чланови посаде Џон "Стари ћале Купер", "Фенис" Фенвик и Томас Боурн (алијас Браон), засебно су осуђени за побуне почињене средином Јуна 1720 године, ван Хиспањоле.
Деветоро људи који су били ухваћени док су пили са Ракамовом посадом (Џон Итон, Едвард Варнер, Томас Бејкер, Томас Квик, Џон Кол, Бенџамин Палмер, Валтер Руз, Џон Хенсон и Џон Хауард), су осуђени 24. јануара 1721 године. Дана 17. фебруара, Џон Итон, Томас Квик и Томас Бејкер погубљени су на Gallows Point, у Порт Ројалу, а следећег дана су погубљени, Џон Кол, Џон Хауард и Бенџамин Палмер, у Кингстону. Судбина преостале тројице је непозната.

## У популарној култури
У Старз телевизијској серији Црна Једра, Ракама глуми Тоби Шмиц.
Џек се такође појављује у Убисофтовој игрици Assassin's Creed IV: Black Flag.
Он је главни лик романа Captain in Calico од Џорџ Макдоналд Фрејзера, објављеној 10. септембра 2015 године.
Он је главни лик у песми названој по њему, на албуму Порт Ројал од Running Wild.